# 13-я сессия Комитета всемирного наследия ЮНЕСКО

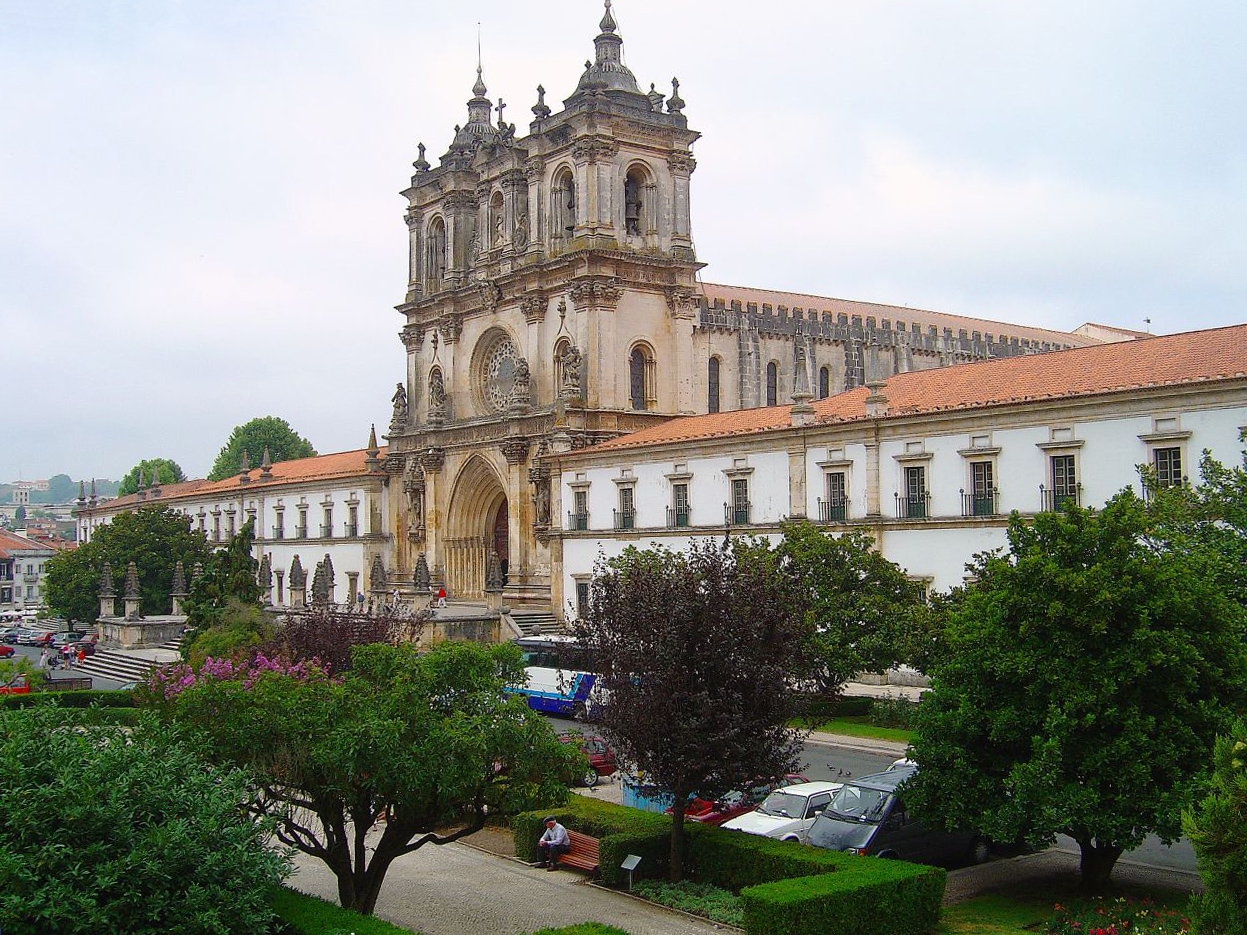
Монастырь Алкобаса

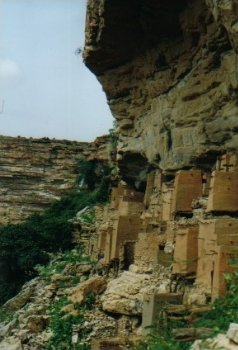
Бандиагара

13-я сессия Комитета всемирного наследия ЮНЕСКО проходила с 11 по 15 декабря 1989 года, в Париже, Франция. Было подано 7 объектов в список всемирного наследия ЮНЕСКО. 4 объекта культурного наследия, 1 смешанного объекта и 2 природного наследия. Таким образом, общее число регистраций достигло 321 (234 культурного наследия, 15 смешанных и 72 природных описания наследия).

## Объекты, внесённые в список всемирного наследия

### Культурное наследие
Греция:  Древний город Мистра
Греция: Археологические памятники Олимпии
Индия: Буддийские памятники в Санчи
Португалия: Монастырь Алкобаса

### Смешанные
Мали: Нагорье Бандиагара (земля догонов)

### Природное наследие
Мавритания: Национальный парк Банк д`Арген
Замбия / Зимбабве: Моси-оа-Тунья / Водопад Виктория

### Расширены
Австралия: Дикая природа Западной Тасмании

### Убраны из Красного списка
Нгоронгоро в Танзании

### Добавлены в Красный список
Соляная шахта в Величке в Польше